# 気多神社

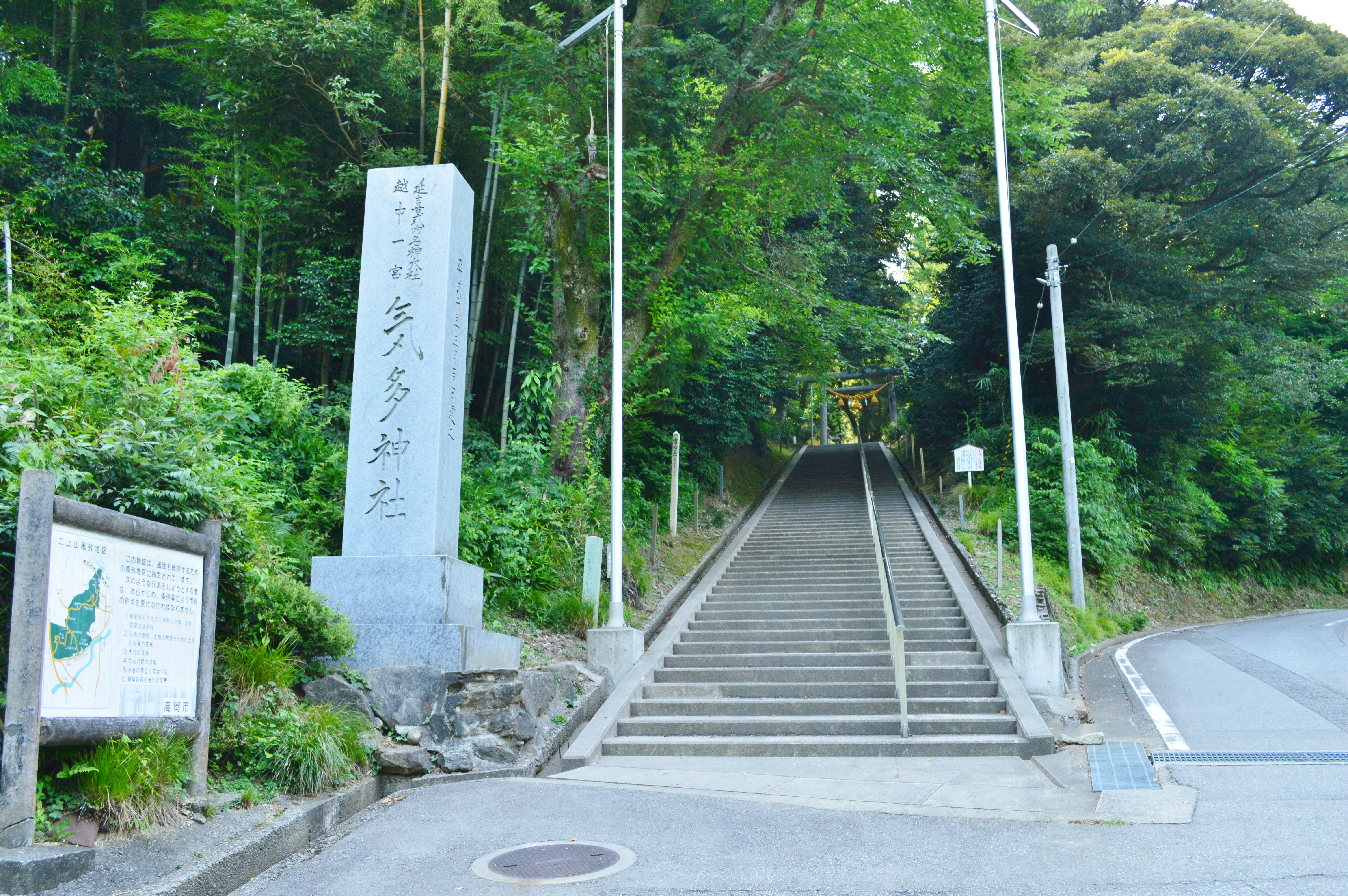
境内入り口

気多神社（けたじんじゃ）は、富山県高岡市伏木一宮にある神社。式内社（名神大社または小社）、越中国一宮。旧社格は県社。
所在地の高岡市伏木は、かつて国府や国分寺が存在した越中国の中心地で、当神社境内にも越中国総社跡の伝承地がある。越中国内で一宮を称する4社のうちで唯一、所在地名に「一宮」と言う銘号が入っている。

## 祭神
主祭神
- 大己貴命（おおなむちのみこと）
- 奴奈加波比売命（ぬなかわひめのみこと）

配神
- 菊理姫命（くくりひめのみこと）
- 事代主命（ことしろぬしのみこと）

## 歴史

### 創建
社伝によれば、当神社が勧請されたのは養老元年（717年）としているが、『日本の神々 -神社と聖地-　8　北陸』では、これに対する傍証は無く、草創については諸説あると述べ、以下の説を紹介している。
1. 能登国は養老2年（718年）に越前国より分立し、天平13年（741年）に越中国へ合併された後、天平宝字元年（757年）に再び分立しているが、林喜太郎　『伏木一宮気多神社』[2]によれば、天平13年（741年）から天平宝字元年（757年）までの17年間は、社格からみて羽咋郡の気多大社が全越中の一宮だったはずであり、従って国府の所在地であった当所に分霊されたのは天平宝字元年（757年）前後のことであろうとしている。
2. 『高岡市史』[3]では、能登国が越中国に合併されていた時代、国司が着任もしくは定期的に参詣しなければならない国内随一の大社[4]は、当然に羽咋郡の気多大社であったが、国府から遠すぎるため国府近くに遥拝所が設けられ、能登国分立後に独立の神社になったのではないかとしている。
3. 『越中国式内等旧社記』[5]には、能登国が越中国から分立した後、能登国の気多大社を勧請して創建されたので「新気多明神」と言う、と述べられている。この「新気多」と言う名称は、後述の『白山之記』[6]にも見える。

その他、林喜太郎　『伏木一宮気多神社』では、社記にある元正天皇の御代である養老2年（718年）に行基により創建されたとする伝承を紹介しているが、これは射水神社の別当養老寺が開山したことを模したもので、当神社が養老2年に行基により創建されたとする資料は見当たらない、と述べている。『中世諸国一宮制の基礎的研究』においても『式内社調査報告書』の「天平宝字元年（757年）に越中国から能登国を分立する際、能登国の気多大社から分霊を勧請したものであろうとする説が有力である」との記述を紹介している。
千妙聖人が著述したものに、長寛元年（1163年）白山中宮の長吏隆厳が私注を加えて成立したと伝えられる『白山之記』には、聖武天皇の御代に越中国から能登国が分立した際、越中国二宮であった二神（二上神、射水神社を指すと言われる）が一宮になったこと、その後、越中国に新気多（当神社）が奉祝されると、当神社と射水神社の間に一宮争いが起こり、射水神社が無力の間に当神社が一宮になった、との記事がある。
延長5年（927年）には『延喜式神名帳』へ記載され、式内社となった。『伏木一宮気多神社』では、当神社が正しく史上に現れたのはこの頃である、と述べている。『延喜式神名帳』の頭注によれば、延暦3年（784年）3月3日正三位の神階に叙せられ、延喜8年（908年）8月16日官幣に預かったとされる。
『延喜式神名帳』では越中国射水郡の式内13社を大社1座・小社12座としているが、当神社は「宮内省図書寮本」や『延喜式』最古の写本である「九条本」で名神大社と記載されている。しかしながら、「出雲本」においては射水神社が名神大社と記載されている。これについて、一般的に「出雲本」は誤記とみなされ、現在は「宮内省図書寮本」や「九条本」を支持して当神社を名神大社する説が有力となっている、と『日本の神々 -神社と聖地-　8　北陸』では述べている。
しかしながら、『延喜式』の「名神祭」の項には、当神社も射水神社も記載が無い。
橋本芳雄は『式内社調査報告　第17巻』で上記に対し異説を唱えている。それによれば、大伴家持が越中国国守として在勤したのは、ちょうど能登国が越中国に合併されていた時期で、大伴家持の歌日記のごとき『万葉集』の巻17、巻18、巻19には当時の様子が詳細に詠われているにもかかわらず、越中国国府の間近にあったはずの当神社に関する記述が全く見えないのは、この頃まだ当神社が存在していなかったことを暗示しているのではないか、と推定している。その上で、当神社が『延喜式神名帳』で名神大社とされながら、射水郡式内社13座の最後に配列されているのは、創立年次が最も新しいことを暗示しているのではないか、と推察した。さらに同書では、射水神社を名神大社とする「出雲本」が古い時代の形を留めており、『白山之記』にある一宮争いの記事などから、本来の名神大社は射水神社であったのが、国府に近い当神社が、天平宝字元年（757年）前後に気多大社から勧請された後、国府の権力を背景に名神大社を獲得したのではないか、と推測している。六国史を通覧した際も、同じ越中国の射水神社や高瀬神社が6度登場するのに対し、当神社に関する記載は全く無く、『日本の神々 -神社と聖地-　8　北陸』では「不思議な現象と見るべきであろう。」と述べている。『高岡市史　上巻』においても、軽々しく判断はできないと前置きした上で、勧請の由来などから考えて「出雲本」に従うのが妥当ではないか、と考察している。

### 中世以降
『朝野群載 巻6』には、神事に過穢があったことにより祟り給うたので、気多神社に使者を遣わし中祓いを科して祓い清めるべしとの承暦4年（1080年）6月10日付けの神祇官奏上が記載されている。
明治元年（1868年）に著された『一宮神官大江氏文書』の「従太政官由来就御尋書上帳」には、寿永年間（1182年 - 1185年）の末期、源義仲（木曾義仲）の兵火によって伽藍や社殿が焼失したとの伝承が記されている。その後、伽藍や社殿を再建したが、天文年間（1532年 - 1555年）に上杉謙信の兵火で再び焼失し、一社一寺になったと言う。万治元年（1658年）と同2年（1659年）の守山村村役の記録にある慶高寺看坊の上申（以下『慶高寺看坊の上申』と言う。）では、往古は社領が近隣7ヶ村にあって49坊の華麗な堂塔が立ち並び、日本廻国六十六部の経堂とされていたが、戦乱により一社一寺となったのだ、と述べている。
別当慶高寺中興第12世による『慶高寺由緒覚書抄録』には、天文の兵火の際、別当寺の社僧や堂守の坊主は暫く四散していたが、慶高寺と得正寺の社僧が立ち戻ってお勤めを行った、だが後に得正寺は一向宗に改宗してしまった、と記されている。また、社伝によれば永禄年間（1558年 - 1570年）に社殿が再建されたとしており、「従太政官由来就御尋書上帳」では慶高寺の宥應と言う僧侶がお布施を募って社殿を復興した、と記している。社殿の再建に関して『気多神社別当所慶高寺資料』では、年代不明の覚書に天文年間に兵火にあうも本殿は罹災を免れたとあり、本殿は少なくとも天文年間以前に建てられたものである、と述べている。
天明6年（1786年）に宮永正運が著した『越の下草（こしのしたくさ）』、前述の『慶高寺看坊の上申』および『一宮神官大江氏文書』の「従太政官由来就御尋書上帳」には、戦国時代の末期から江戸時代初期までの当神社の状況が書かれている。これらを時系列的に並べると以下のようになる。
- 戦国時代の末期、社領20石を有していた。（『慶高寺看坊の上申』の記述）
- 加賀藩祖前田利家が折々にご祈祷を行わせていた。（「従太政官由来就御尋書上帳」の記述）
- 慶長2年（1597年）瑞龍公（加賀藩第二代藩主前田利長）により寺領宮林が寄付された。（『越の下草』の記述）
- 慶長10年（1605年）検地奉行の富田越前により社領全てが召し上げられて荒廃し、堂塔大破した。（『慶高寺看坊の上申』の記述）
- 正保2年（1645年）微妙公（加賀藩第三代藩主前田利常）により社殿が修復される。（『慶高寺看坊の上申』、『越の下草』および「従太政官由来就御尋書上帳」の記述）
- 慶安3年（1650年）微妙公により供田10石が寄付された。（『慶高寺看坊の上申』および「従太政官由来就御尋書上帳」の記述）

さらに『越の下草』の記述によれば、以後も前田家の庇護を受けたとされる。
しかし、『慶高寺看坊の上申』によれば、明暦2年（1656年）に地子米を召し上げられて慶高寺の運営が成り立たなくなり、さらに明暦3年（1657年）には住職が死去、看坊（留守居または後見をする僧）を立てなければならない状況になったのだという。
その後、元禄の頃に慶高寺は中興される事になる。越中国分寺跡の薬師堂に安置されている慶高寺本尊の大日如来の台座には元禄2年（1689年）の日付と共に「愛染院弟子奉再興者也　慶高寺第一世　祐玄」の銘が入っており、愛染院弟子の祐玄と言う僧が第1世を名乗って慶高寺を中興したことが分かる。以後、明治に至るまで、祐玄を含め13代の住職が別当である慶高寺を守った。
『伏木一宮気多神社』によれば、明治元年（1868年）国教政策により神仏分離令が出されると、僧徒は神社へ関与することが禁じられた為、慶高寺中興第13世の法海は俗名を名乗り、西礪波郡今石動町（現在の小矢部市）の観音寺住職となったとしている。また、法海の弟子が大江氏を名乗って神職となり、慶高寺は当神社の社務所と大江氏住居を兼ねる様になったと言う。ここに至り慶高寺は廃絶した。
『高岡市史 下巻』によれば、神仏分離令によって起きた廃仏毀釈運動により、当神社本地仏も慶高寺本尊も一緒くたに国分寺跡の薬師堂に押し込まれ、大きな仏像に至っては中に入らないので雨ざらしの状態にされたのだと言う。これによって、文化的価値のある貴重な仏像が痛むがままの状態になった事を同書では嘆いている。
明治6年（1873年）8月旧社格制度により県社に列格され、明治40年（1907年）3月には供進社に指定された。
昭和6年（1931年）1月19日、室町時代の特質を残しているとして、本殿が旧国宝（後の重要文化財）に指定されている。

## 境内

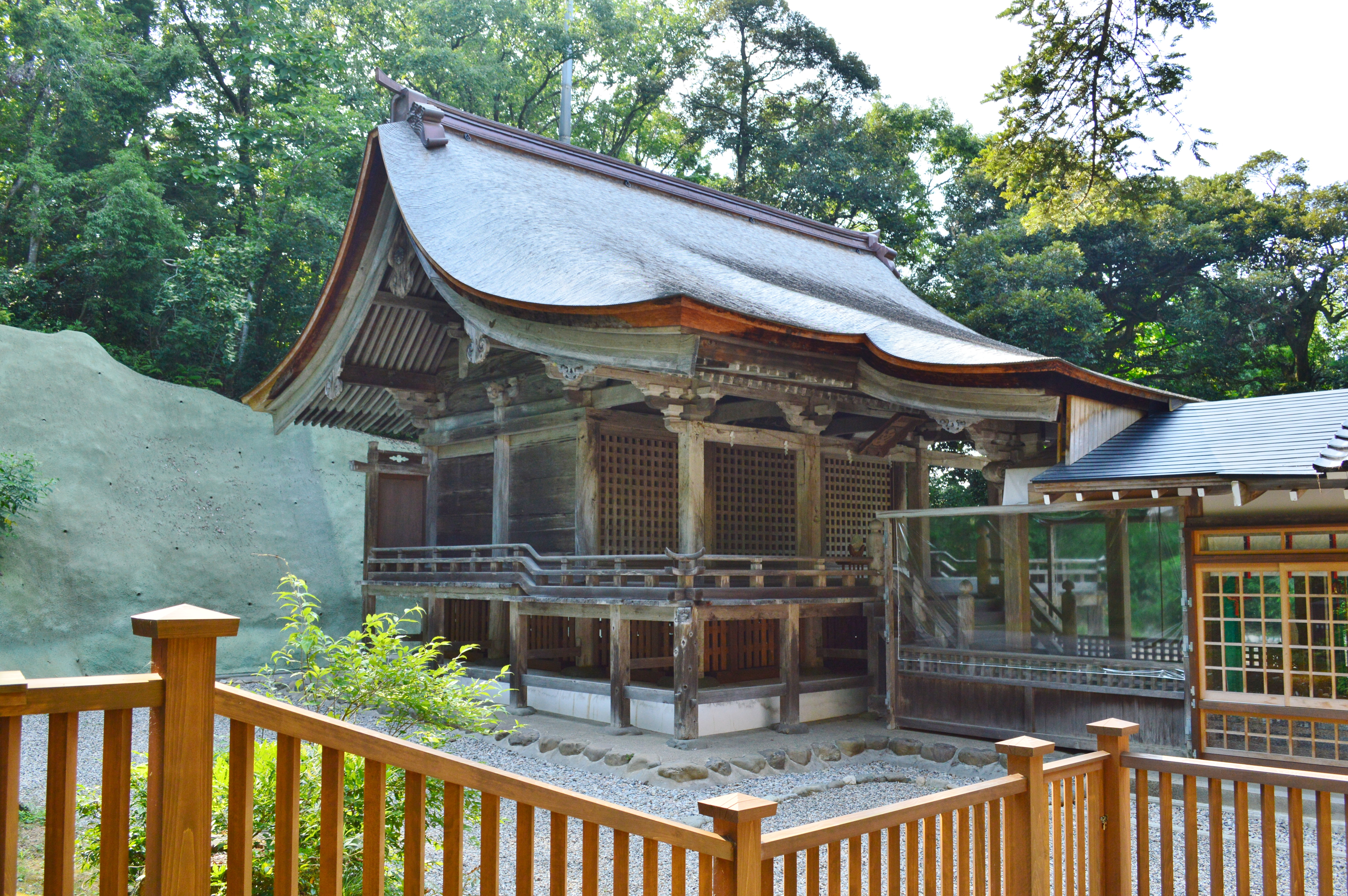
本殿（国の重要文化財）

主要社殿のうち本殿は、三間社流造。木割が大きく、虹梁・拳鼻・手挟の手法が室町時代の特質を残しているとして、国の重要文化財に指定されている。
その他、本殿前方に拝殿、本殿横に大伴家持を祀る大伴神社、本殿から北東に越中総社跡伝承地などがある。

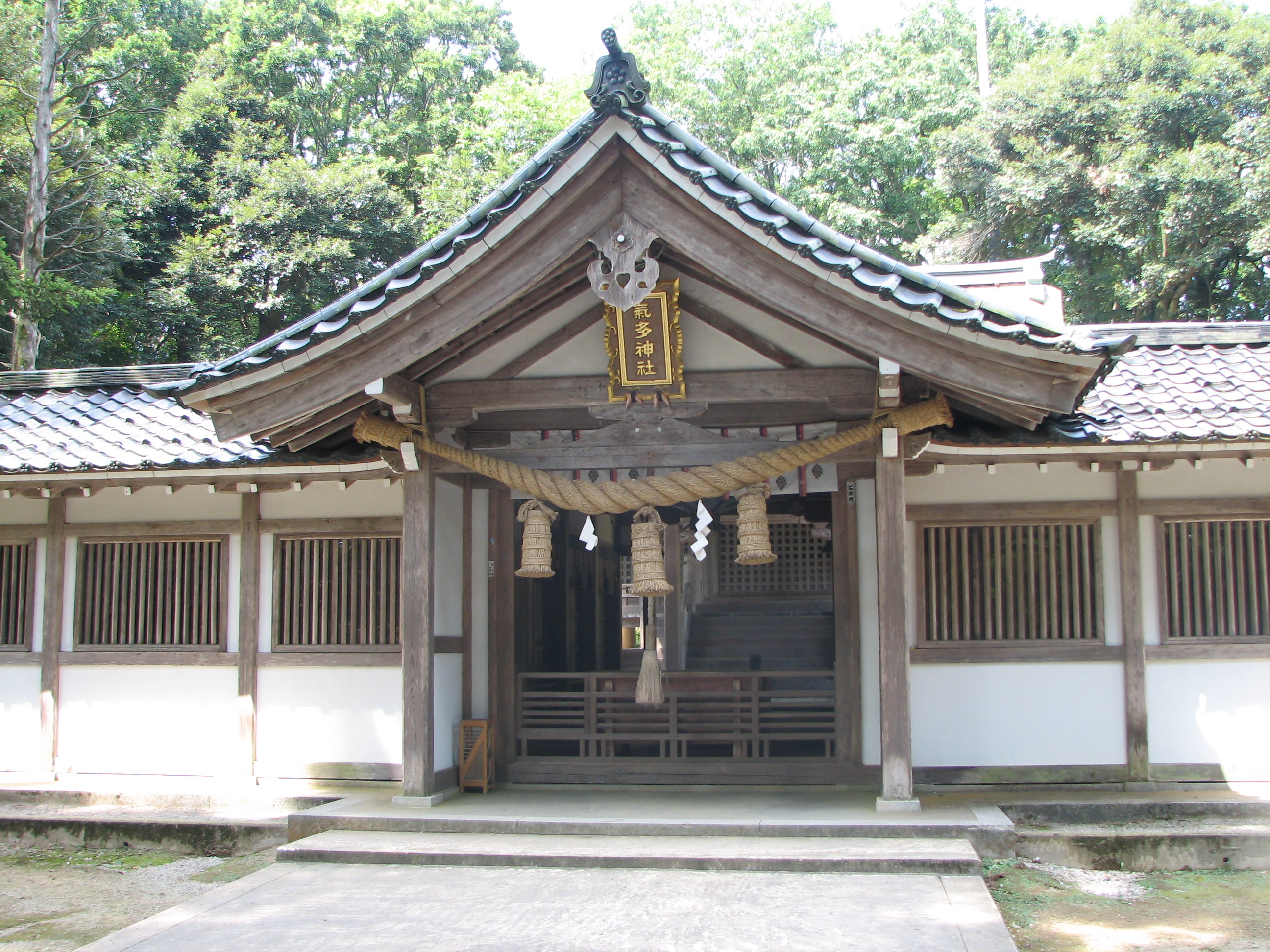
拝殿
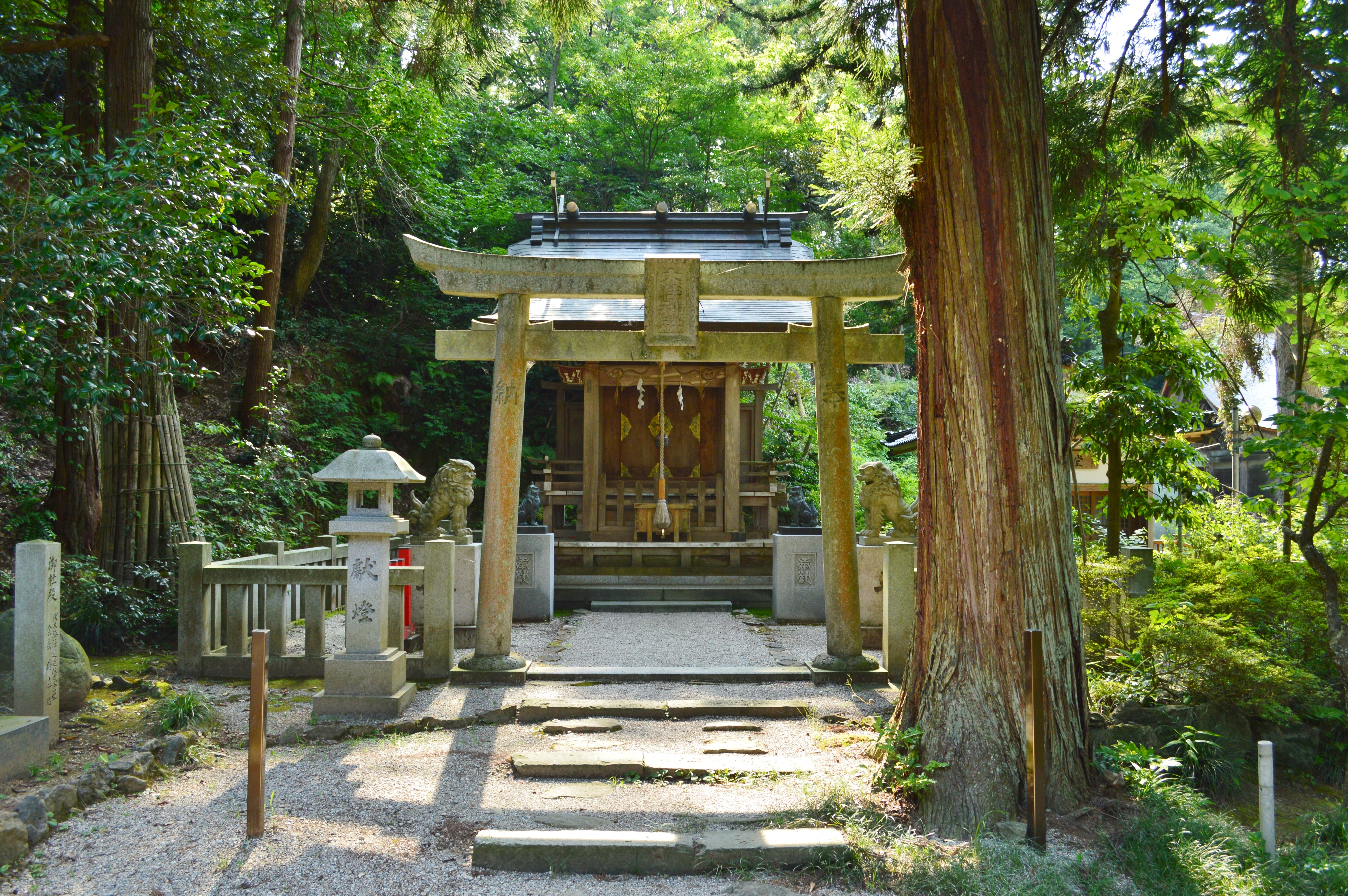
大伴神社
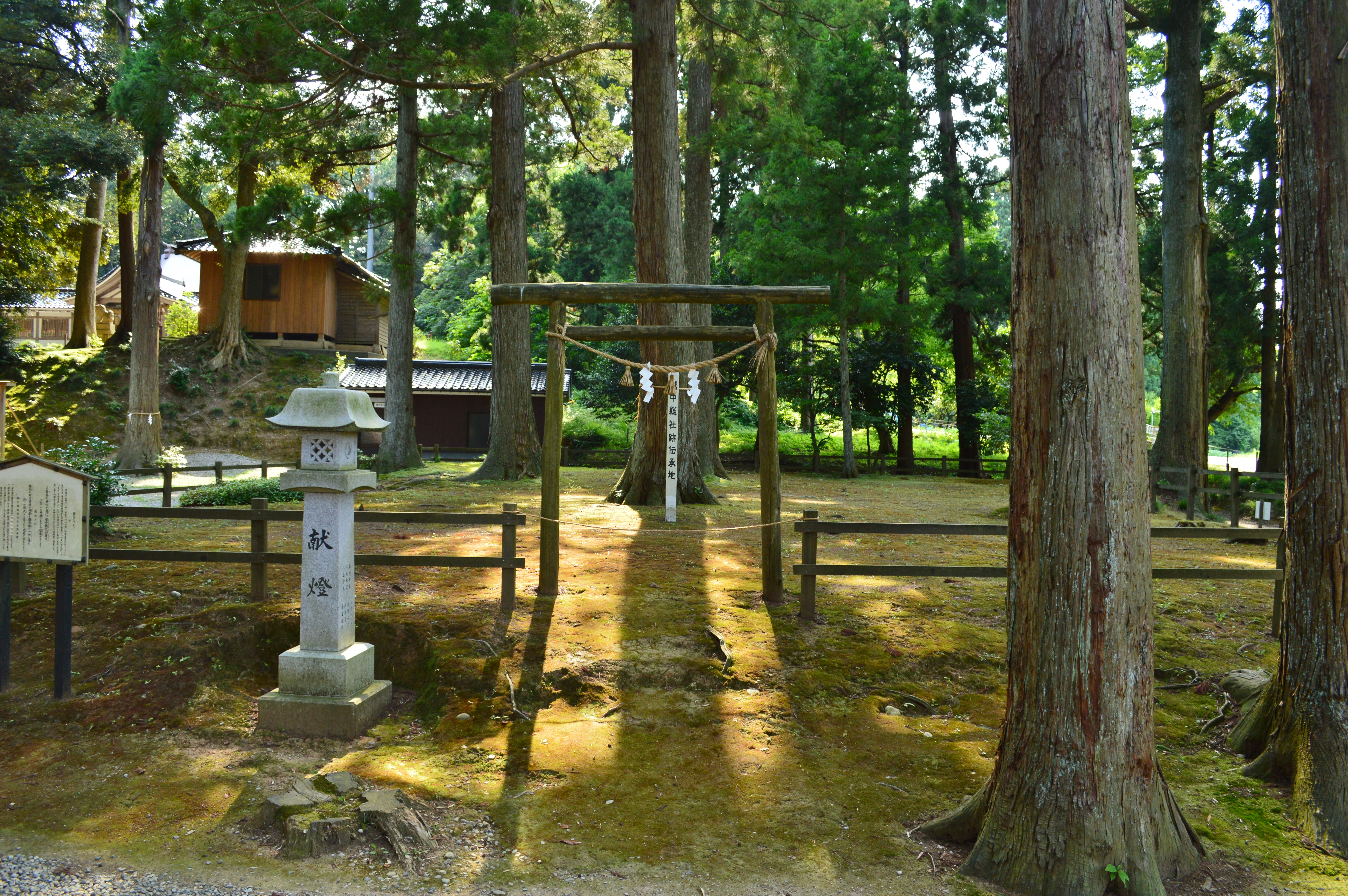
越中総社跡伝承地

## 主な祭事
毎年4月18日に気多神社奉賛会と春季例大祭（一宮青年団による）が行われている。春季例大祭では高岡市無形民俗文化財の「にらみ獅子」が奉納されるほか、2022年からは約30年ぶりに奉幣使出立（ほうへいししゅったつ）の儀の巡行が復活した。

## 文化財

### 重要文化財（国指定）
- 本殿（建造物） - 1931年（昭和6年）1月19日指定[16]。

### 高岡市指定文化財
- 有形文化財
  - 木造狛犬 1対（彫刻） - 1961年（昭和36年）3月27日指定[17]。
- 無形民俗文化財
  - 氣多神社のにらみ獅子 - 1996年（平成8年）12月4日指定[17]。

## 現地情報
所在地
- 富山県高岡市伏木一宮1-10-1

交通アクセス
- 最寄駅：JR西日本氷見線 越中国分駅（徒歩約15分）
- 高岡駅前（高岡駅古城公園口）4番のりばもしくは新高岡駅2番のりばより加越能バス（高岡ふしき病院経由氷見市民病院行き、東回り伏木循環、西回り伏木循環）に乗り、「伏木一の宮」下車（徒歩約8分）